# New Yaohan
New Yaohan is een warenhuis in Macau, China. Het werd opgericht op 18 september 1997 vanuit de Macau-vestiging van Yaohan, het eerste warenhuis op het eiland. New Yaohan is een volledige dochteronderneming van Sociedade de Turismo e Diversões de Macau (STDM). De winkel bevindt zich aan de Avenida Dr. Mário Soares, Praia Grande, met één outletwinkel in de Outer Harbor Ferry Terminal.

## Geschiedenis

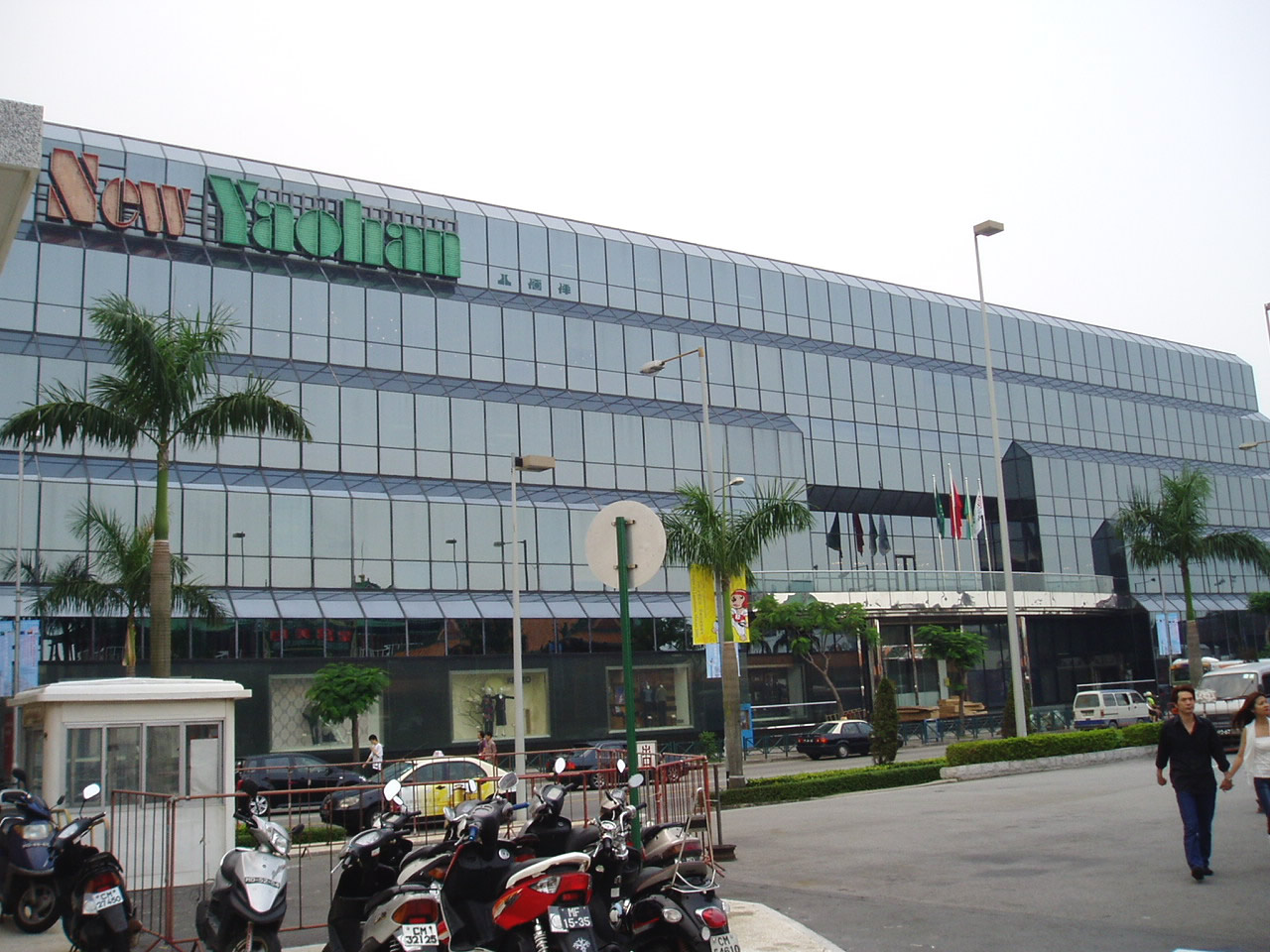
Het oorspronkelijke gebouw van New Yaohan van de oprichting in 1992 tot 2008

De Japanse retailgroep Yaohan richtte in 1992 een filiaal op in Macau, gelegen aan de Avenida da Amizade, naast het Jai Alai Casino. Bij de opening was de winkel het eerste warenhuis in Macau. Toen Kazuo Wada, de directeur-generaal van Yaohan Japan, aankondigde dat de groep op 18 september 1997 het faillissement aanvroeg, nam Panda Sociedade de Gestao de Investimentos Limitada, een dochteronderneming van Sociedade de Turismo e Diversões de Macau en Shun Tak Holdings het warenhuis over van  Yaohan. Vervolgens richtte STDM een dochteronderneming op genaamd New Yaohan Department Store voor de warenhuisactiviteiten en heropende het warenhuis met een nieuwe naam: New Yaohan. 
In 2005 kondigde STDM aan dat het van plan was het winkelgebouw van New Yaohan te slopen en een nieuw pand te bouwen als Oceanus, een projectplan van de dochteronderneming Sociedade de Jogos de Macau, waaronder de casino's vallen.
De New Yaohan-winkel werd vervolgens verplaatst van Avenida da Amizade naar een nieuwe locatie aan de Avenida Dr. Mário Soares, tegenover het oude gerechtshof van Macau. Als onderdeel van het verhuisproces werd de winkel op de oorspronkelijke locatie op 2 augustus 2008 gesloten en de nieuwe locatie geopend op 8 augustus 2008 
New Yaohan Department Store investeerde 30 miljoen patacas voor de outletwinkel die bekend staat als New Yaohan Outlet op de derde verdieping van de Outer Harbor Ferry Terminal, die een oppervlakte heeft van 11.000 m². De outlet werd geopend op 22 maart 2010. New Yaohan exploiteert ook verschillende merkenwinkels in The Venetian Macao, Four Seasons Hotel Macao en One Central.